# 컴파운드 보우

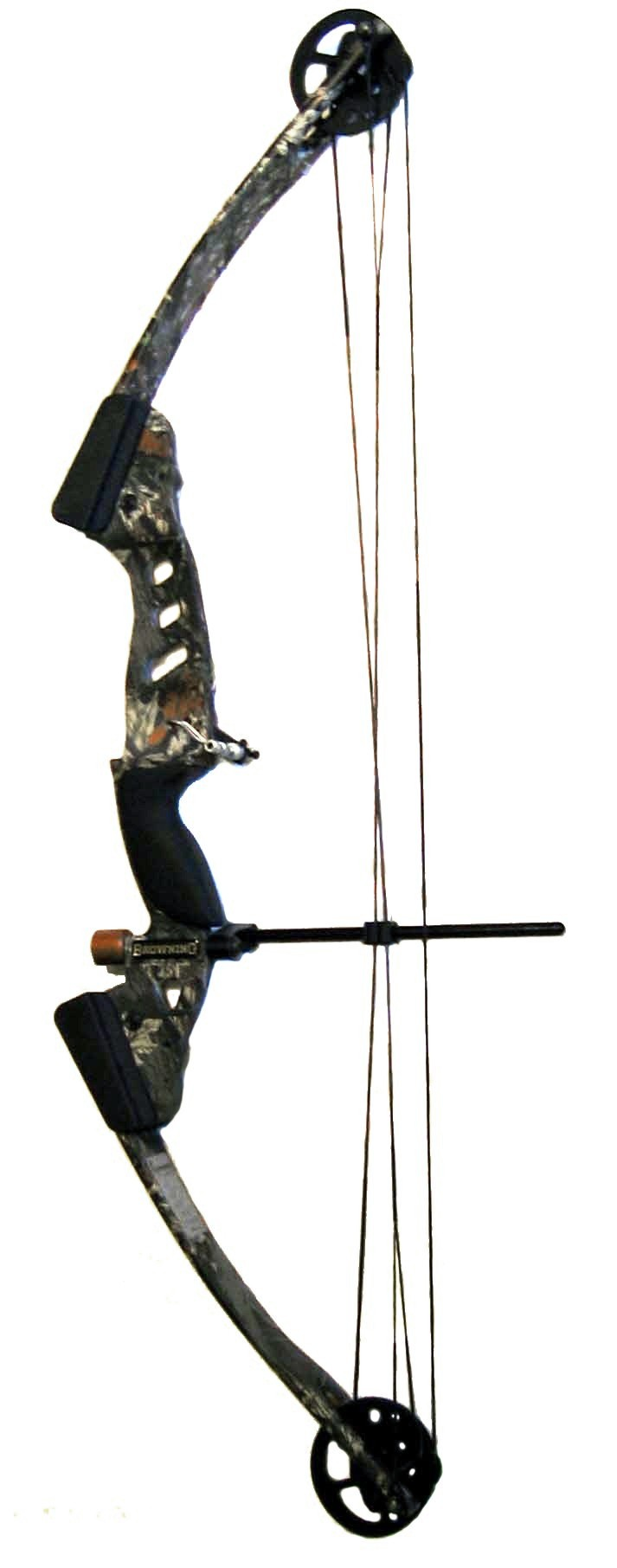

컴파운드 보우(compound bow)는 케이블, 도르래, 지레 등 기계장치를 사용해 만든 활이다. 캠 및 휠의 조합으로 인한 기구학적 장점으로 인하여 같은 장력의 재래식 활보다 비교적 쉽게 당길 수 있고, 활을 만작한 상태로 조준을 유지하기 쉽다. 반곡궁이나 장궁, 복합궁, 합성궁 따위 재래식 활들이 그렇듯 화살에 반동을 가해주기 위해 활몸이 크게 휠 필요가 없어 단단하고 견고한 재질로 만들 수 있다.
컴파운드 보우의 등장으로 인해 재래식 활들은 모두 본격 무기나 수렵 도구로서의 비교우위를 잃고 스포츠용으로 전락하였다.

## 같이 보기
- 활의 모양
- 활
- 쇠뇌
- 웨일스 장궁
- 화궁